# Suslic de Sierra Madre
El suslic de Sierra Madre (Callospermophilus madrensis) és una espècie de rosegador de la família dels esciúrids. És endèmic de Chihuahua (Mèxic), on viu a altituds d'entre 3.000 i 3.750 msnm. Els seus hàbitats naturals són les pinedes amb presència de Pseudotsuga, Pinus, Juniperus i Populus. Està amenaçat per la destrucció del seu entorn a conseqüència de la tala d'arbres.